# Apophylia basilana
Apophylia basilana is een keversoort uit de familie bladkevers (Chrysomelidae). De wetenschappelijke naam van de soort werd in 1945 gepubliceerd door Maurice Pic.